# Boris Podrecca

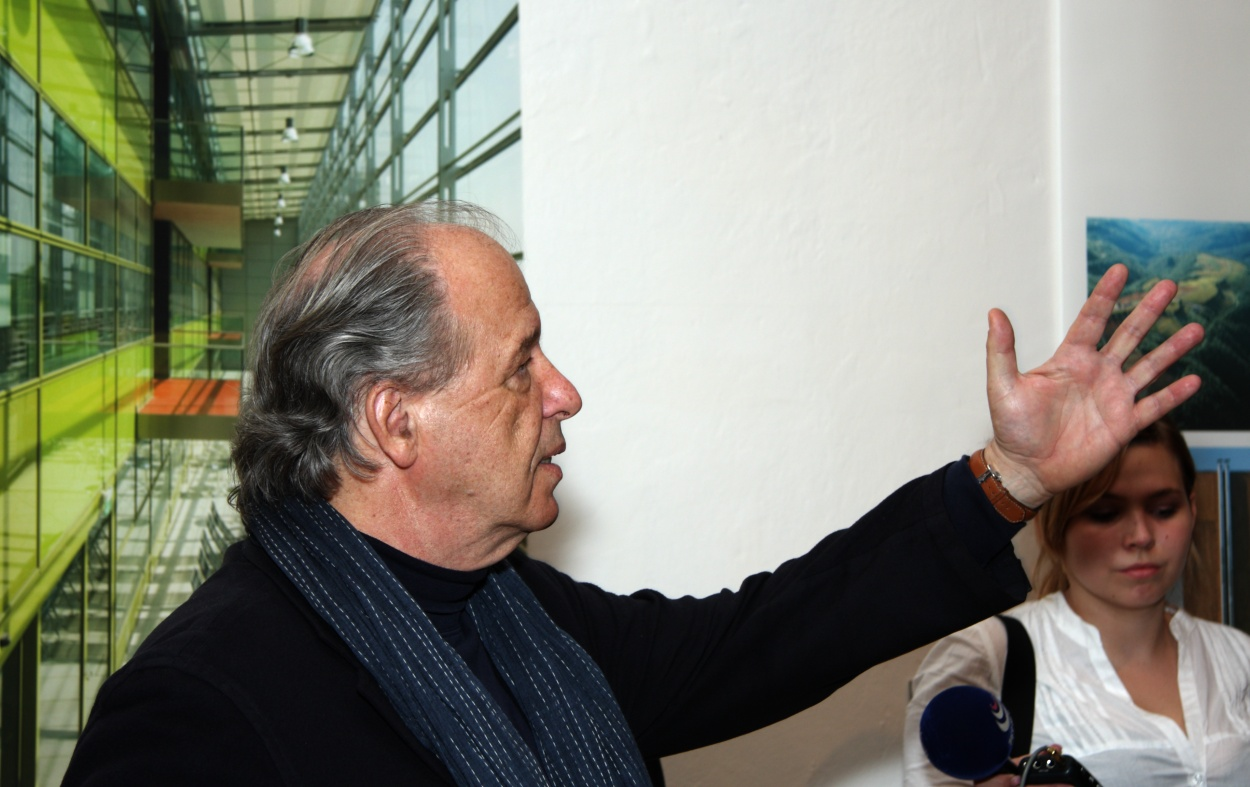
Boris Podrecca při zahájení své výstavy v Kabinetu architektury v ostravském Domě umění (4. 4. 2011)

Boris Podrecca (* 30. ledna 1940) je slovinsko-italský architekt a urbanista žijící ve Vídni.
Vyrůstal v Terstu, studoval sochařství a architekturu ve Vídni, v ateliéru Rolanda Rainera. Je profesorem na univerzitě ve Stuttgartu, ředitelem Ústavu designu a teorie prostoru a hostujícím profesorem v Lausanne, Paříži, Benátkách, Philadelphii, Londýně, Vídni, Harvard-Cambridge (Boston), Terstu, Záhřebu, Lublani a Mariboru.
Byl činný též jako publicista a teoretik architektury, mimo jiné uváděl, propagoval a glosoval v 60. letech dílo Bohuslava Fuchse a Jože Plečnika v Rakousku, Slovinsku a Francii.

## Výběr realizací a návrhů

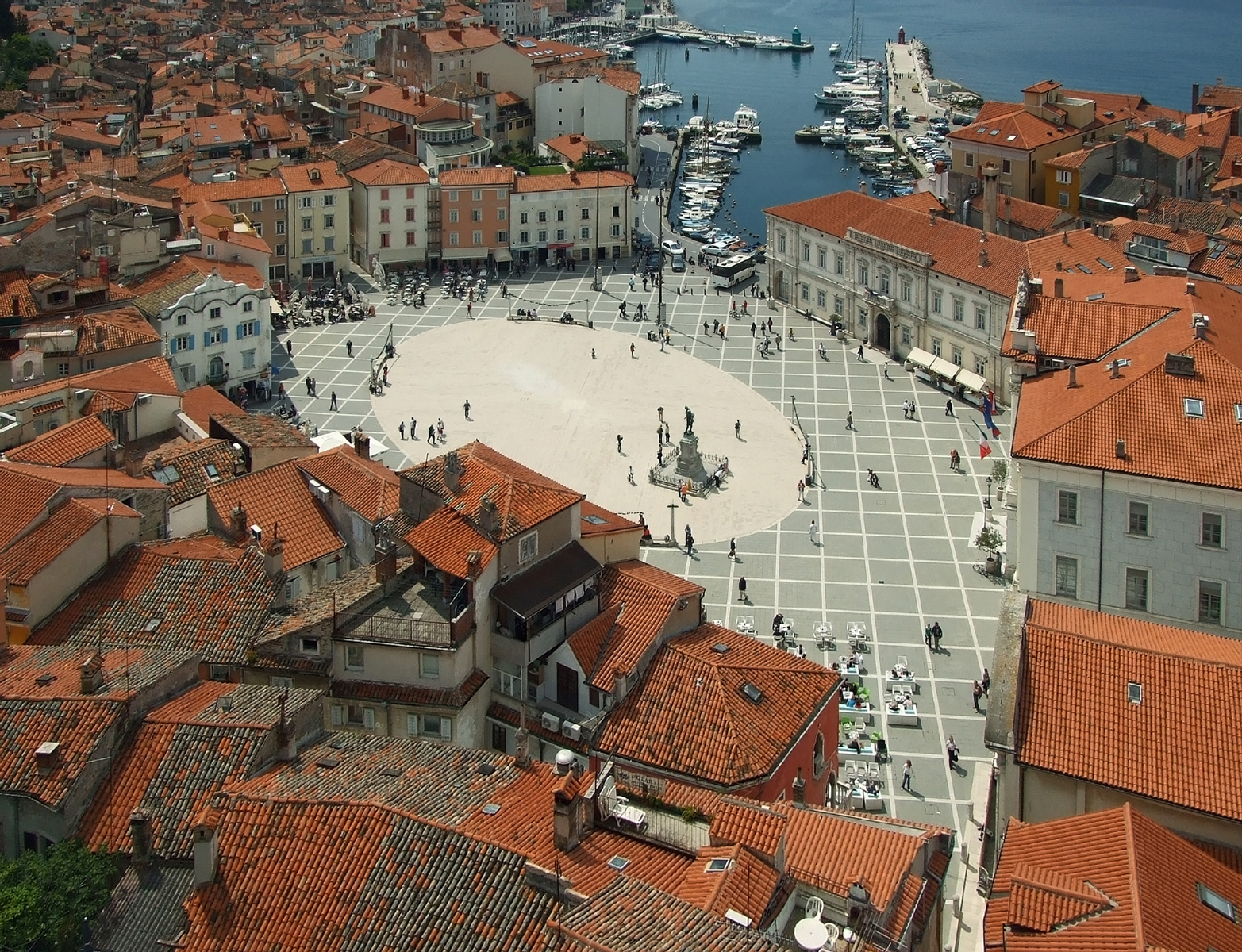
Piazza Tartini, Piran, Slovinsko

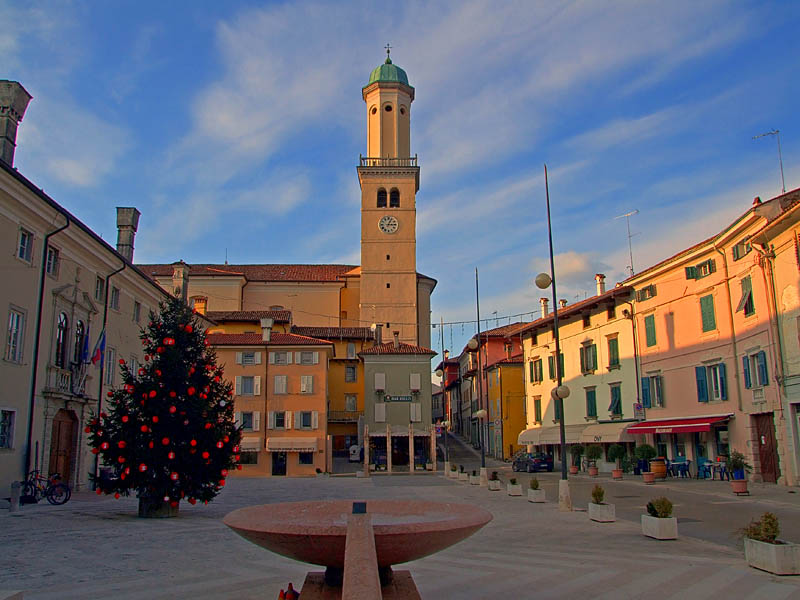
Piazza XXIV Maggio, Cormòns, Itálie

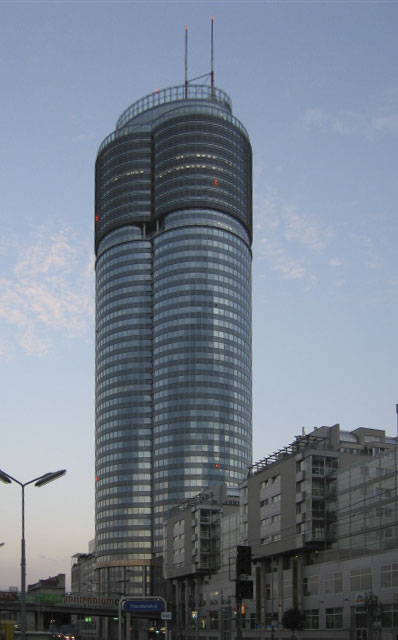
Millennium Tower - severní strana, Vídeň, Rakousko

- 1986–1989, 2009 Piazza Tartini, Piran, Slovinsko
- 1989/1990 Piazza XXIV Maggio, Cormòns, Itálie
- 1992–2000 Muzeum moderního umění Ca’Pesaro – přestavba a dostavba, Benátky, Itálie, spolupráce s M. Zordanem
- 1992–2000 Areál Greif – kanceláře, byty, nákupní centrum a hotel, Bolzano, Itálie
- 1992–2000 Hotelový resort Valamar Lacroma, Dubrovnik, Chorvatsko, spolupráce s I. Akermanem
- 1995–1998 Via Mazzini, Verona, Itálie
- 1995–1999 Millennium Tower, centrum Handelskai, Vídeň, Rakousko, spolupráce s G. Peichlem a R. F. Weberem
- 1995–2003 Obytné domy Judeca Nova, Giudecca, Benátky, Itálie
- 1996–2000 Bytová výstavba In der Wiesen Nord, Vídeň, Rakousko
- 1998–2002 Vinařství Novi Brič na hranicích mezi Slovinskem, Chorvatskem a Itálií, spolupráce s M. Lavrenčičem
- 1998–2005 Mestni Trg, Idrija, Slovinsko, spolupráce s M. Lavrenčičem
- 1998–2002 Strossmayerův park, Split, Chorvatsko
- 2000–2004 Hotel a konferenční centrum Mons, Lublaň, Slovinsko, spolupráce s M. Dobrinem
- 2001–2008 Kampus vídeňského Biocentra, Vídeň, Rakousko
- 2002 Lungomare – nábřeží s nautickým, hotelovým a kongresovým centrem, Terst, Itálie, soutěž, 1. cena, spolupráce s M. Castelletti, M. Drabeni, D. Bazzaro
- 2002 Výškový dům, hotel a kancelářské centrum Porta Susa, Turín, Itálie, soutěž, spolupráce s Turner&Townsend, P. Derossim, W. Sobekem a A. Kiparem
- 2002–2010 Praterstern, Severní nádraží, Vídeň, Rakousko, soutěž spolupráce s B. Edelmüllerem a projektantem nosných konstrukcí W. Sobekem
- 2003 Novostavba Evropské centrální banky, Frankfurt nad Mohanem, Německo, soutěž
- 2003–2009 Dunajský park Urfahr, Linec, Rakousko, soutěž, 1. cena, spolupráce s Kathryn Millerovou, Los Angeles
- 2003–2011 Národní muzeum porcelánu Adriena Dubouché, Limoges, Francie, spolupráce s A. Tisserandem a Z. Cazalasem
- 2004–2008 Vila Urbana, Lublaň, Slovinsko, spolupráce se spol. Genius Loci
- 2005– Resort Punta Skala – hotely, apartmány a vily, Zadar, Chorvatsko, soutěž, 1. cena
- 2005 Multifunkční centrum, Garching bei München, Německo
- 2005–2007 Vila Petrić, Mlini, Chorvatsko, spolupráce s G. Podreka
- 2006– Metro Neapol, linie 6, stanice San Pasquale, Neapol, Itálie, spolupráce s Peterem Koglerem a Michelangelem Pistolettem
- 2006–2008 Ústředí stavebního koncernu Primorje, Ajdovščina, Slovinsko
- 2006–2009 Zemské ředitelství Štýrsko, Wiener Städtische Versicherung AG, Vienna Insurance Group, Štýrský Hradec, Rakousko, spolupráce s projektantem nosných konstrukcí K. Bollingerem
- 2007 Muzeum moderního umění, Novi Sad, Srbsko, soutěž, 2. místo, spolupráce s K. Bollingerem
- 2007– Muzeum vědy a techniky, Bělehrad, Srbsko
- 2008– Severní brána, výšková budova, Lublaň, Slovinsko, soutěž, 1. cena, spolupráce s S. Piršem
- 2009 Radnice a budova soudu, Novi Sad, Srbsko, soutěž, 1. cena, spolupráce s K. Bollingerem
- 2009 Ústředí koncernu ÖBB, Vídeň, Rakousko, soutěž, spolupráce s Arup Berlin
- 2010 Žitný most, Lublaň, Slovinsko
- 2010– PP1 projekt, Padova, Itálie, Podrecca & Partners
- 2010 Slovinský pavilon, EXPO 2010, Šanghaj, Čína, 2010
- 2010 Ideová soutěž: Nádražní areál Bolzano, Itálie, 1. cena

## Tituly a ocenění
- 1986 Chevalier des Arts et des Lettres, Paříž (věnoval prezident Mitterrand)
- 1990 Kulturní cena architektury města Vídně
- 1992 Cena Jože Plečnika, Lublaň
- 2000 Doctor honoris causa Univerzity v Mariboru
- 2004 Zlatá medaile za zásluhy města Vídeň
- 2008 Doctor honoris causa Univerzity v Bělehradu

## Externí odkazy

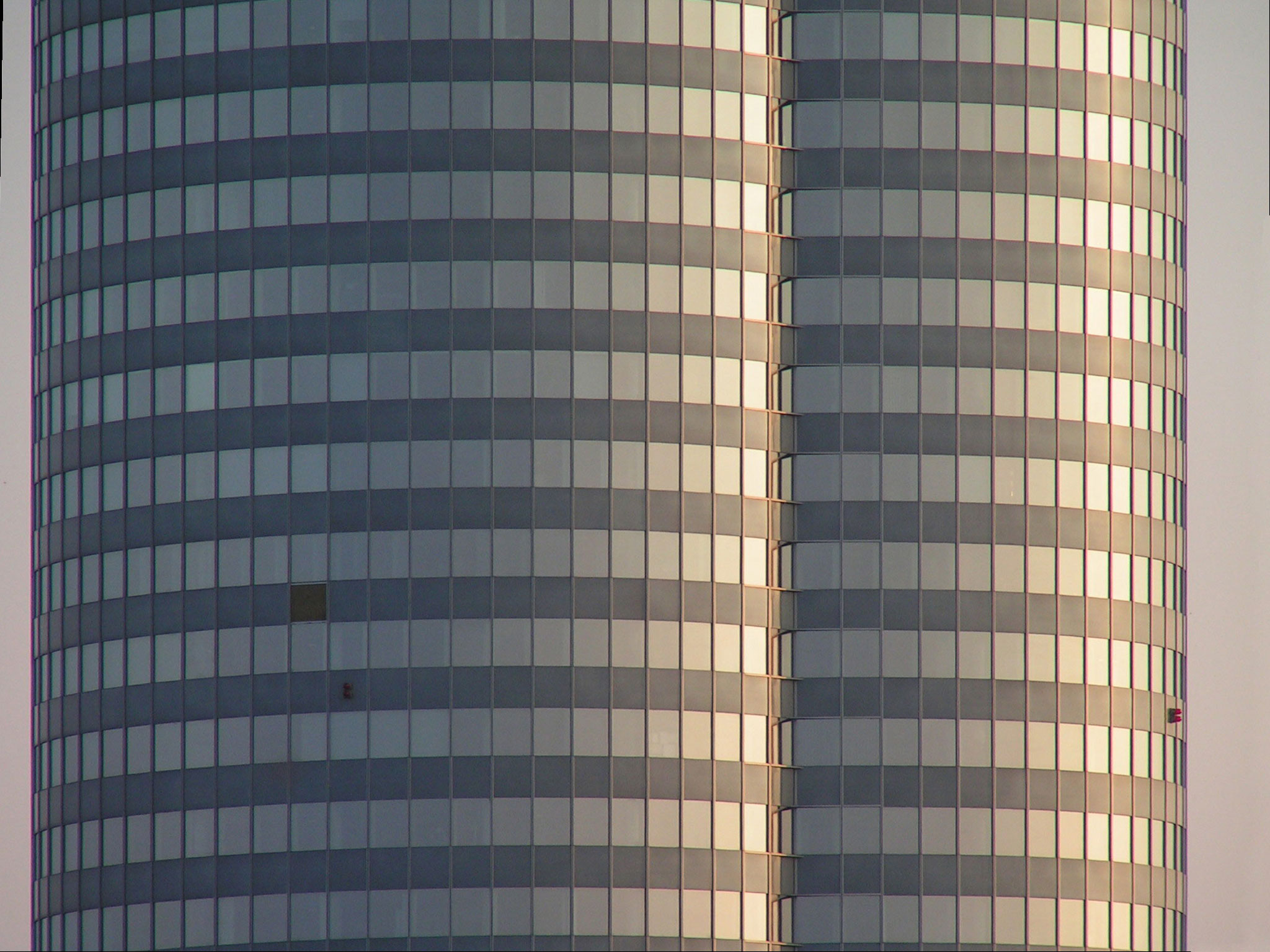
Millennium Tower - detail fasády, Vídeň, Rakousko